# Phrynobatrachus mababiensis
Espèce
Synonymes
- Phrynobatrachus vanrooyeni Hoffman, 1940
- Phrynobatrachus chitialaensis Hoffman, 1944
- Phrynobatrachus broomi FitzSimons, 1948

Statut de conservation UICN

 LC  : Préoccupation mineure
Phrynobatrachus mababiensis est une espèce d'amphibiens de la famille des Phrynobatrachidae.

## Répartition

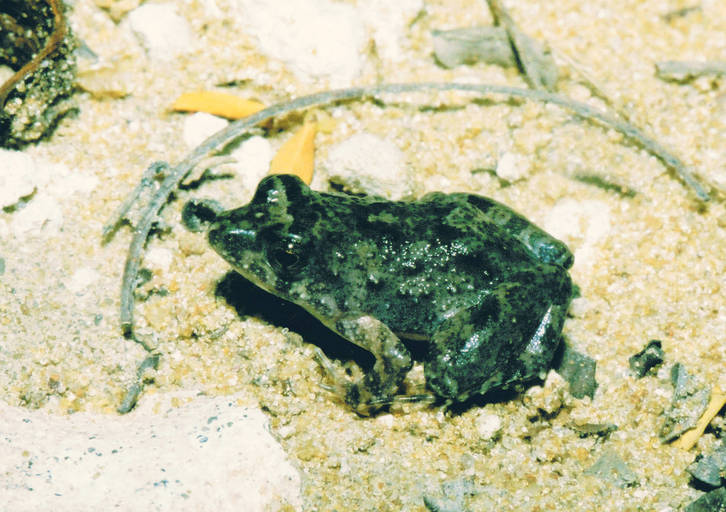
Phrynobatrachus mababiensis

Cette espèce se rencontre en Afrique du Sud, en Angola, au Botswana, au Kenya, au Malawi, au Mozambique, en Namibie, en République démocratique du Congo, au Swaziland, en Tanzanie, en Zambie et au Zimbabwe,.

## Description
L'holotype de Phrynobatrachus mababiensis, un mâle juvénile, mesure 15,5 mm. Son dos est olive clair à olive foncé avec des marbrures sombres. Les mâles ont la gorge noirâtre, les femelles l'ont finement tachetée de brunâtre.

## Étymologie
Son nom d'espèce, composé de mabab(i) et du suffixe latin -ensis, « qui vit dans, qui habite », lui a été donné en référence au lieu de sa découverte, le plateau de Mamabe.

## Publication originale
- FitzSimons, 1932 : Preliminary descriptions of new forms of South African Reptilia and Amphibia, from the Vernay-Lang Kalahari Expedition, 1930. Annals of the Transvaal Museum, vol. 15, no 1, p. 35-40 (texte intégral).